# Assais-les-Jumeaux
Assais-les-Jumeaux is een gemeente in het Franse departement Deux-Sèvres (regio Nouvelle-Aquitaine) en telt 794 inwoners (1999). De plaats maakt deel uit van het arrondissement Parthenay.

## Geografie
De oppervlakte van Assais-les-Jumeaux bedraagt 53,9 km², de bevolkingsdichtheid is 14,7 inwoners per km².
De onderstaande kaart toont de ligging van Assais-les-Jumeaux met de belangrijkste infrastructuur en aangrenzende gemeenten.

## Demografie
Onderstaande figuur toont het verloop van het inwonertal (bron: INSEE-tellingen).

1. ↑  Populations de référence 2022.